# 查尔斯·迪纳雷罗
查尔斯·迪纳雷罗（英語：Charles A. Dinarello，1943年4月22日—），美国医学家，科罗拉多大学丹佛分校医学教授。他主要研究炎性细胞因子，特别是白介素-1族。
迪纳雷罗于在耶鲁大学1969年获得医学博士学位，自1996年在科罗拉多州大学医学院任医学教授。 他被认为是细胞因子的纯化和复制白细胞介素-1的开创者之一。於2020年獲唐獎生技醫藥獎。